# Giancarlo Perini
Giancarlo Perini, nacido el 2 de diciembre de 1959 en Carpaneto Piacentino, es un ciclista italiano ya retirado que fue profesional desde 1981 a 1996.

## Palmarés
1979 (como amateur)
- Gran Premio Industria y Commercio Artigianato Carnaghese

1993
- 1 etapa del Giro di Puglia

## Resultados en las grandes vueltas
| Carrera         | 1981 | 1982 | 1983 | 1984 | 1985  | 1986 | 1987  | 1988 | 1989  | 1990 | 1991  | 1992 | 1993 | 1994 | 1995 | 1996 |
| --------------- | ---- | ---- | ---- | ---- | ----- | ---- | ----- | ---- | ----- | ---- | ----- | ---- | ---- | ---- | ---- | ---- |
| Giro de Italia  | -    | Ab.  | -    | 73.º | -     | -    | -     | -    | 56.º  | 36.º | 85.º  | 42.º | 76.º | 57.º | 63.º | -    |
| Tour de Francia | -    | -    | -    | 81.º | 105.º | -    | 102.º | -    | 102.º | 99.º | 120.º | 8.º  | 29.º | 54.º | 87.º | -    |
| Vuelta a España | 45.º | -    | -    | -    | -     | -    | -     | -    | -     | -    | -     | -    | -    | -    | -    | -    |
| Mundial en Ruta | -    | -    | -    | -    | -     | -    | -     | -    | -     | -    | -     | 16º  | 29º  | -    | -    | -    |

-: no participa

Ab.: abandono

## Equipos
- Inoxpran (1981-1983)
- Carrera (1984-1992)
- ZG Mobili (199-1994)
- Brescialat (1995)
- San Marco Group (1996)